# Aguigan-szigeti nádiposzáta
Az Aguigan-szigeti nádiposzáta (Acrocephalus nijoi) a verébalakúak (Passeriformes) rendjébe, ezen belül a nádiposzátafélék (Acrocephalidae) családjába és az Acrocephalus nembe tartozó faj volt. Az Északi-Mariana-szigetekhez tartozó Aguigan-szigeten élt, 1982-ben már csak 15 egyed élt, 1995-től egyetlen egyedet sem találtak, így kihaltnak tekinthető.

## Fordítás
- Ez a szócikk részben vagy egészben  az   Aguiguan reed warbler című angol Wikipédia-szócikk fordításán alapul.  Az eredeti cikk szerkesztőit annak laptörténete sorolja fel. Ez a jelzés csupán a megfogalmazás eredetét és a szerzői jogokat jelzi, nem szolgál a cikkben szereplő információk forrásmegjelöléseként.